# Roger Hannoset
Pour les articles homonymes, voir Hannoset.
Roger Hannoset, 7e dan d'aïkido, 6e dan de judo, 4e dan de naginata, 3e dan de jodo, 3e dan de kendo, 2e dan de karaté, est l'un des plus anciens pratiquants belges d'arts martiaux japonais. Il est un des plus hauts gradés de judo et aïkido en Belgique et fut notamment très impliqué dans l'apparition du naginata et du jodo dans ce pays. Parmi ses anciens élèves notons la présence de Pierre Citti, kyoshi, de ’an d'aïkido, lui-même disciple de Julien Naessens. Senseï Tadashi Abe a fait signer son passage de grade 2e dan d’aïkido  par O'Sensei en personne!